# Colotois pennaria
Colotois pennaria là một loài bướm đêm trong họ Geometridae.

## Hình ảnh

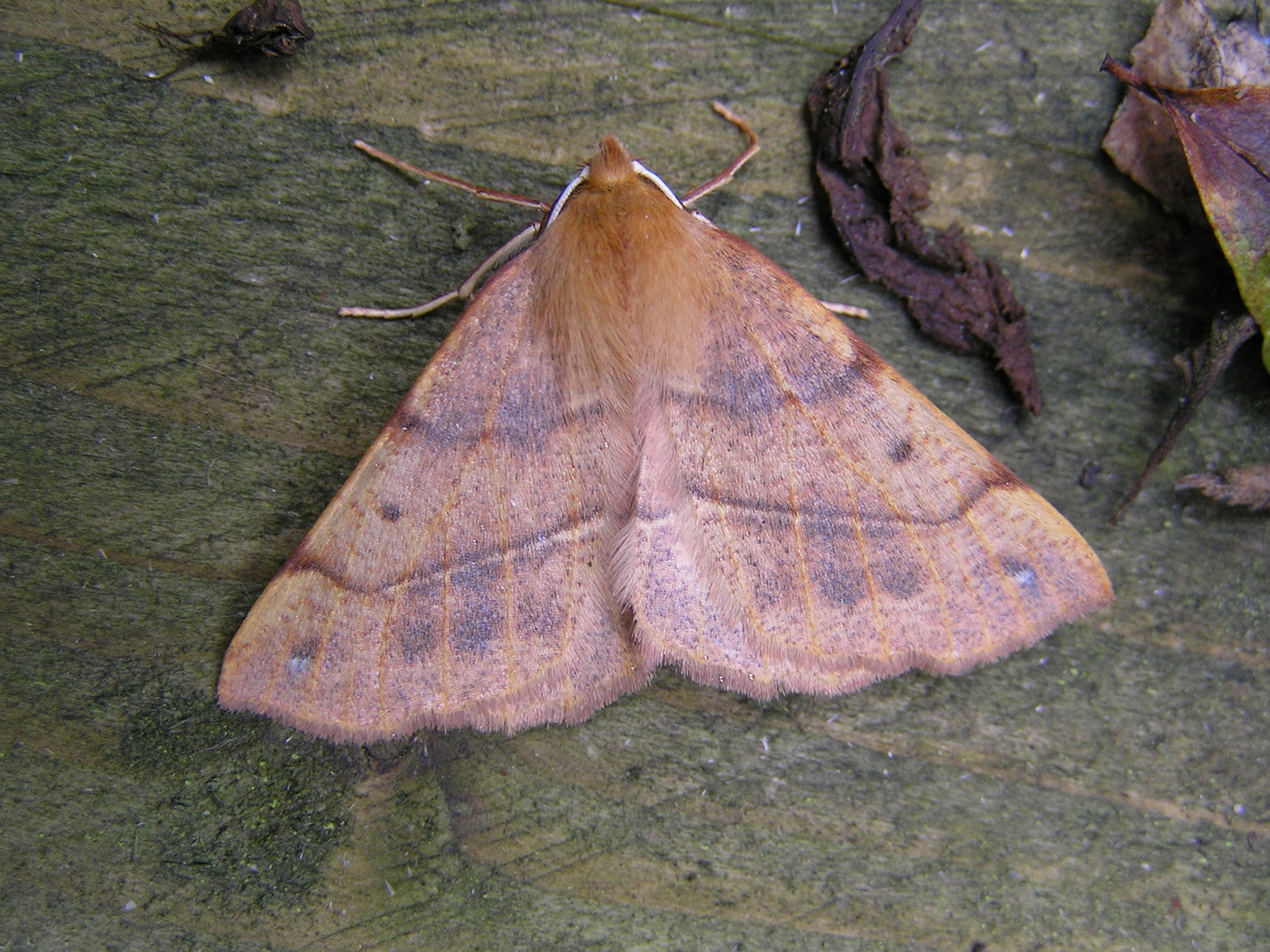
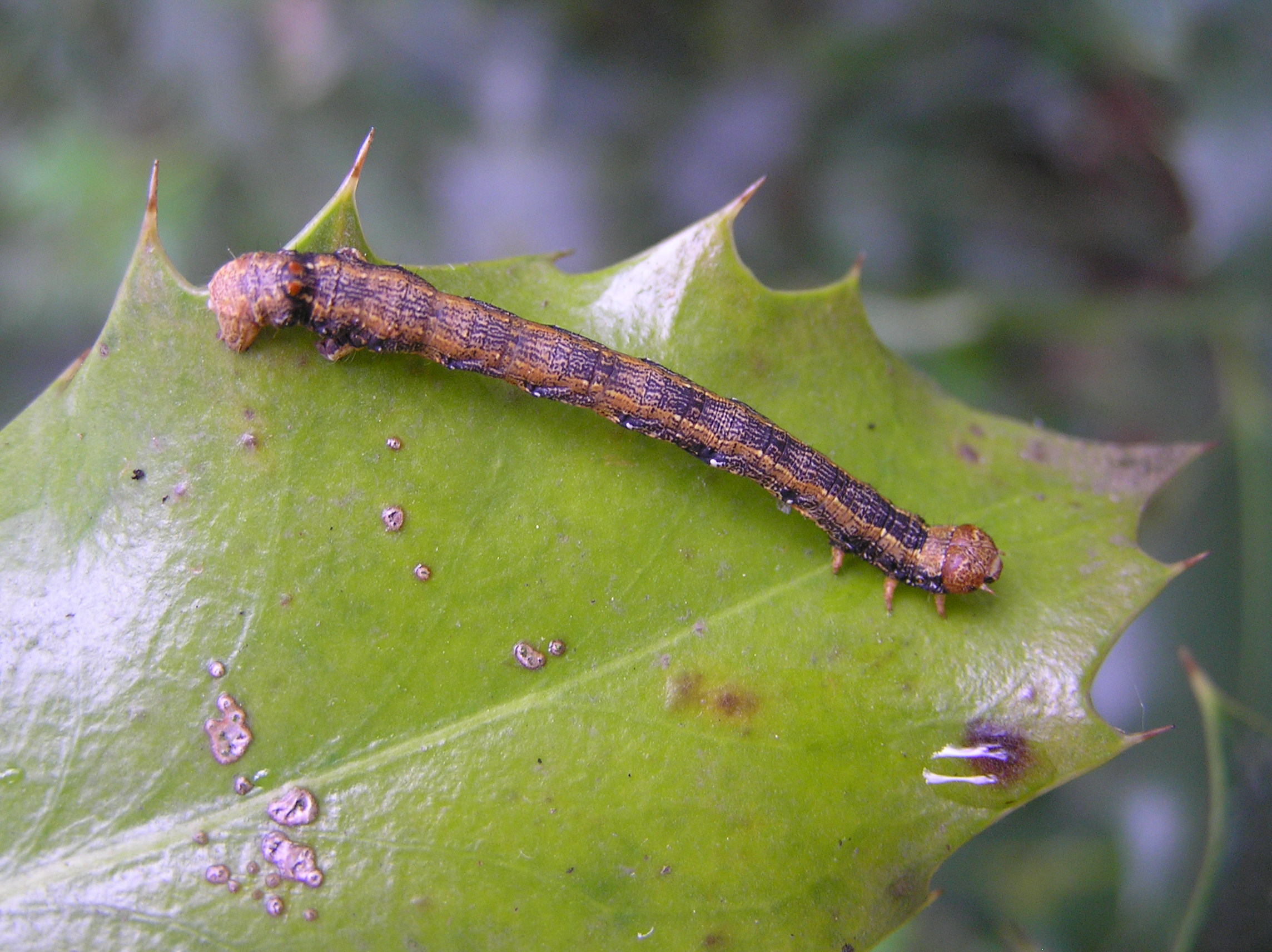
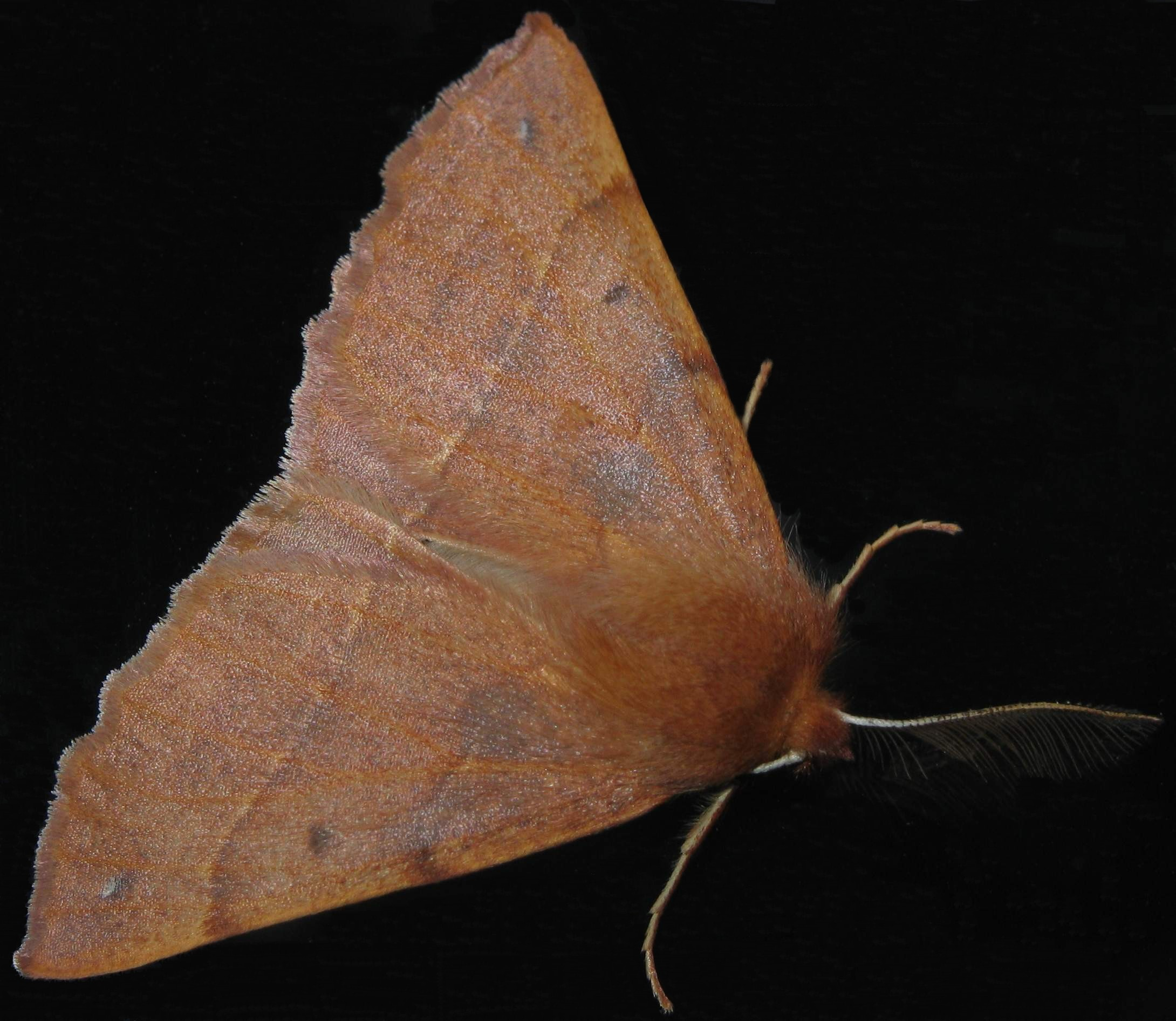
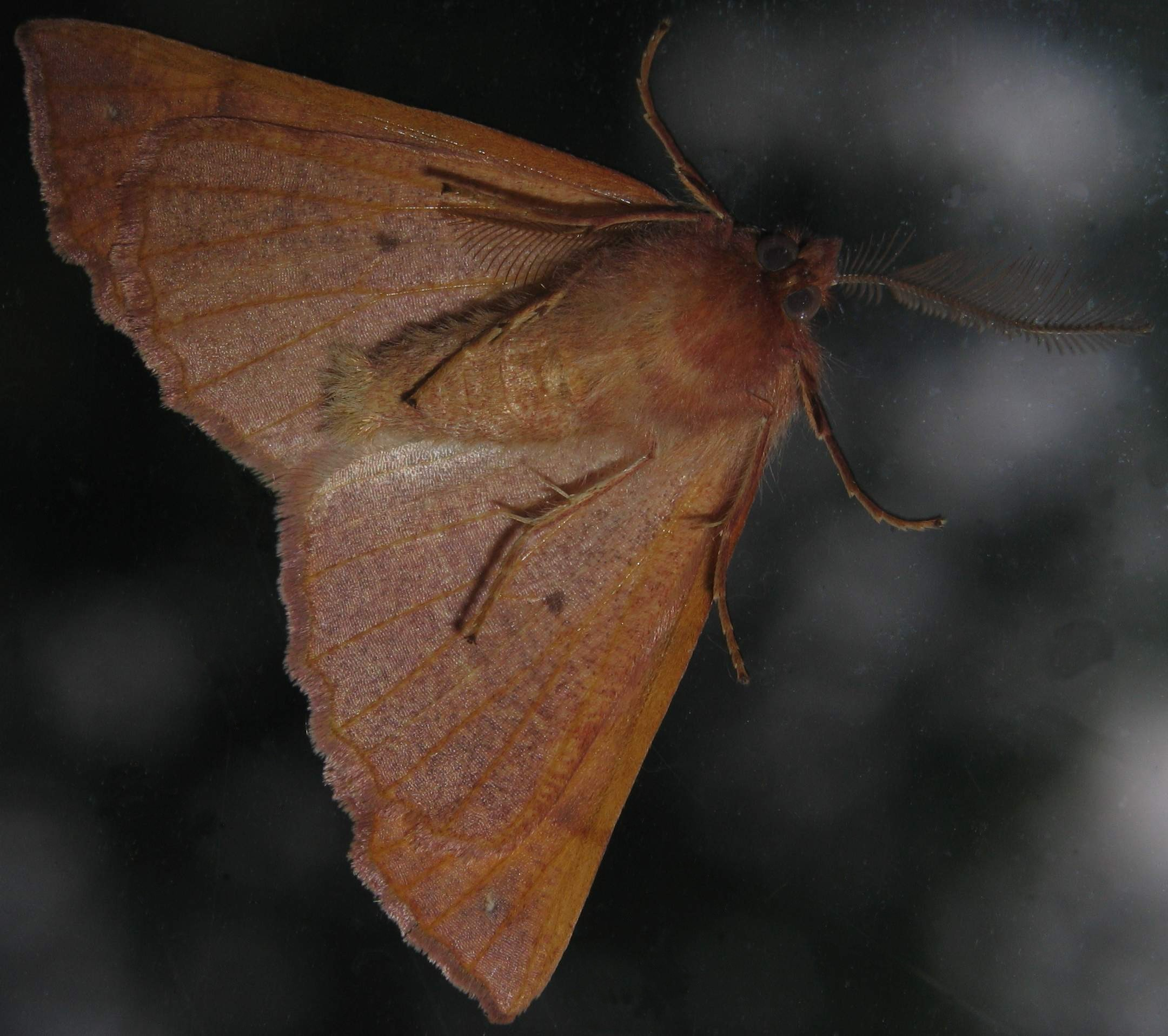